# Bahamas en los Juegos Olímpicos de Tokio 2020
Bahamas estuvo representada en los Juegos Olímpicos de Tokio 2020 por un total de 16 deportistas que compitieron en dos deportes. Responsable del equipo olímpico fue el Comité Olímpico de Bahamas, así como las federaciones deportivas nacionales de cada deporte con participación.
Los portadores de la bandera en la ceremonia de apertura fueron el atleta Donald Thomas y la nadadora Joanna Evans.

## Medallistas
El equipo olímpico de Bahamas obtuvo las siguientes medallas:
| Nombre              | Deporte   | Competición |
| ------------------- | --------- | ----------- |
| Oro                 |           |             |
| Steven Gardiner     | Atletismo | 400 m M     |
| Shaunae Miller-Uibo | Atletismo | 400 m F     |
| Plata               |           |             |
| —                   |           |             |
| Bronce              |           |             |
| —                   |           |             |